# Mary Lazarus
Mary Lazarus (nacida el 5 de mayo de 1989) es una actriz y productora de cine nigeriana.

## Biografía
Lazaruz es oriunda del estado de Abia en Nigeria, una ubicación geográfica ocupada predominantemente por el pueblo igbo de Nigeria. Nació en una familia de nueve compuesta por su madre, padre y seis hermanos. Asistió a la Universidad de Ibadán para estudiar una licenciatura en Geografía.

## Carrera
Conocida por sus papeles en películas de Nollywood, debutó como modelo en 2002 antes de aventurarse en la industria cinematográfica nigeriana en 2009 con una película titulada "Waiting Years". Consiguió el papel con la ayuda de Gbenro Ajibade, quien le presentó a John Njamah, el director de la película. Debutó como directora en 2017 con la película "Dance To My Beat", la cual también produjo.
Como modelo ha aparecido en comerciales de Airtel y MTN.
En entrevista con Vanguard, nombró a las actrices veteranas de Nollywood Omotola Jalade Ekeinde y Joke Silva como sus modelos a seguir en la industria cinematográfica nigeriana. Mientras en una entrevista con The Punch, nombró a la actriz estadounidense Kimberly Elise como alguien a quien admira por su extenso trabajo.

## Filmografía seleccionada
- When Life Happens (2020) como Cindy
- My Woman (2019)': como Zara
- Accidental Affair (2019) como Kristen
- Clustered Colours (2019)
- Broken Pieces (2018)
- Homely: What Men Want (2018)': como Keji
- Dance To My Beat (2017)
- The Road Not Taken II (2017)
- Love Lost (2017) as Rena
- Girls Are Not Smiling(2016)
- What Makes You Tick (2016) como Ann Okojie
- Okafor’s Law (2016) como Kamsi
- Better Than The Beginning (2015)
- Bad Drop (2015)
- Losing Control (2015) como Uche
- Second Chances (2014) como Justina
- Desperate Housegirls (2013)
- Waiting Years (2009)

## Premios y nominaciones
- Premio a la actriz más prometedora del año (inglés) en los City People Entertainment Awards en 2018.[2]
- Nominada a Mejor Actriz en un papel principal en los premios BON en 2018.[3]
- Nominada en los premios Elección de los espectadores de Africa Magic 2020 como Mejor Actriz de Reparto en una Película o Serie por la película 'Size 12'.